# Morse (Familienname)
Morse ist ein englischer Familienname.

## Namensträger
- Anson Ely Morse (1879–1966), US-amerikanischer Historiker
- Anthony Morse (1911–1984), US-amerikanischer Mathematiker
- Barry Morse (1918–2008), englischer Schauspieler
- Chuck Morse (* 1960), US-amerikanischer Politiker
- David Morse (* 1953), US-amerikanischer Schauspieler
- Derek Morse, US-amerikanischer Schauspieler
- Edward S. Morse (1838–1925), US-amerikanischer Zoologe
- Ella Mae Morse (1924–1999), US-amerikanische Popsängerin
- Elijah A. Morse (1841–1898), US-amerikanischer Politiker
- Elmer A. Morse (1870–1945), US-amerikanischer Politiker
- F. Bradford Morse (1921–1994), US-amerikanischer Politiker
- Freeman H. Morse (1807–1891), US-amerikanischer Politiker
- Harmon Northrop Morse (1848–1920), US-amerikanischer Chemiker
- Harold Calvin Marston Morse (1892–1977), US-amerikanischer Mathematiker
- Helen Morse (* 1947), australische Schauspielerin
- Henry Morse (1595–1645), englischer Jesuit, Heiliger der Katholischen Kirche
- Isaac Edward Morse (1809–1866), US-amerikanischer Politiker
- Jedidiah Morse (1761–1826), US-amerikanischer calvinistischer Geistlicher und Geograf
- Jeremy Morse (1928–2016), britischer Bankmanager und Schachkomponist
- John Torrey Morse (1840–1937), US-amerikanischer Historiker, Biograf und Anwalt
- Larry Allan Morse (* 1945), US-amerikanischer Schriftsteller
- Lee Morse (1897–1954), US-amerikanische Jazz- und Blues-Sängerin, Songwriterin, Gitarristin und Schauspielerin
- Leopold Morse (1831–1892), US-amerikanischer Politiker
- Margaret Morse Nice (1883–1974), US-amerikanische Ornithologin
- Michael Morse (Freestyle-Skier) (* 1981), US-amerikanischer Freestyle-Skier
- Michael Morse (Baseballspieler) (* 1982), US-amerikanischer Baseballspieler
- Mitch Morse (* 1992), US-amerikanischer American-Football-Spieler
- Neal Morse (* 1960), US-amerikanischer Rockmusiker
- Oliver A. Morse (1815–1870), US-amerikanischer Politiker
- Philip M. Morse (1903–1985), US-amerikanischer Physiker
- Ralph Morse (1917–2014), US-amerikanischer Fotograf
- Reed Franklin Morse (1898–1992), US-amerikanischer Bauingenieur
- Richard Morse (* 1957), haitianisch-amerikanischer Musiker und Hotelier
- Richard Cary Morse (1841–1926), US-amerikanischer Theologe
- Robert Morse (1931–2022), US-amerikanischer Schauspieler
- Robert S. Morse (1924–2015), US-amerikanischer Erzbischof
- Rowena Morse (1870–1958), US-amerikanische Theologin
- Salmi Morse (1826–1884), Unternehmer und Theatermacher
- Sam Morse (Skirennläufer) (* 1996), US-amerikanischer Skirennläufer
- Samuel F. B. Morse (1791–1872), US-amerikanischer Erfinder, nach dem die Morsezeichen benannt sind
- Samuel Morse (Biathlet) (* 1983), US-amerikanischer Biathlet
- Stephen Morse (* 1945), US-amerikanischer Dichter
- Steve Morse (* 1954), US-amerikanischer Gitarrist
- Susan E. Morse (* 1952), US-amerikanische Filmeditorin
- Terry Morse (* 1946), US-amerikanischer Biathlet
- Terry O. Morse (1906–1984), US-amerikanischer Filmeditor und Regisseur
- Theodore F. Morse (1873–1924), US-amerikanischer Komponist
- Todd Morse (* 1968), US-amerikanischer Gitarrist
- Wayne Morse (1900–1974), US-amerikanischer Politiker
- William J. Morse (1884–1959), US-amerikanischer Agrarwissenschaftler

## Fiktive Personen
- Endeavor Morse, fiktiver Charakter in Colin Dexters Kriminalromanen